# X–29
A Grumman X–29 egy szuperszonikus kísérleti repülőgép, melyet az 1980-as években fejlesztettek ki az Egyesült Államokban, az F–5 Tiger II fődarabjainak felhasználásával. A repülőgéppel az előre nyilazott szárnyú repülőgépek viselkedését vizsgálták. Az aerodinamikailag instabilra kialakított repülőgép számítógépes irányítórendszerrel (fly-by-wire) rendelkezett, az előre nyilazott szárnyak megfelelő szilárdságát kompozitanyagok felhasználásával biztosították. A típusból két példány készült. Az első repülést 1984. december 14-én, az utolsót 1991. szeptember 30-án hajtották végre. Orosz technológiai megfelelője a Szuhoj tervezőiroda tervezte Szu–47 Berkut, előzményének pedig a német Ju 287 tekinthető.

## Története
Két X–29A készült a Grumman Aerospace Corporation üzemeiben két F–5A sárkányának felhasználásával (a 63–8372 lett 82–0003, a 65–10573 pedig 82–0049 lett), illetve az F–16 főbb részegységével. A típusban a mellső törzsszekciót és az orrfutót az F–5A-ból, a kormányfelületeket és a főfutókat az F–16-ból vették át. Az X–29 fejlesztése során jelentős mértékben alkalmaztak karbonszálas technológiát, amely a terv végrehajtása szempontjából elengedhetetlenül fontos volt. A szárnyfelek grafit-epoxigyanta kompozitból készültek, nyilazási szöge meghaladta a 33 fokot. A két megépült példányra a Grumman belső jelölése Grumman Model 712, röviden G–712 volt.
Első felszállását az Edwards légitámaszpontról végezte el 1984. december 14-én, a Grumman fő-berepülőpilótjával, Chuck Sewell-lel a fedélzetén. Egy évvel később, 1985. december 13-án ez a gép volt az első előre nyilazott szárnyú repülőgép, amely átlépte a hangsebességet vízszintes repülés közben. Az első felszállását követően négy hónap múlva a NASA már megkezdte a tesztsorozatokat végrehajtani. A típus nagyon megbízhatónak bizonyult, 1986-ban egy folyamatosan három órát meghaladó repüléskutató bevetésen vett részt. Az első gép (003) nem volt felszerelve dugóhúzó-mentőernyővel, mivel nem várták, hogy képes lesz ebbe a repülési helyzetbe kerülni. A második gépet (049) már felszerelték ezzel, amivel már biztonságosan végrehajthatták a nagy állásszögű manőversorozatokat is. A NASA kutatásai hét éven át 1991-ig folytatódtak.

## Kialakítása
A típust a nagy állásszögű manőverek és a kialakítás repülés közbeni vizsgálatára fejlesztették ki. Elérte a 67 fokos maximális állásszöget, ami akkor kiemelkedően jó eredménynek számított. A kialakítását instabilnak tervezték meg, amit a tömegközéppont (CG, center of gravity) az aerodinamikai középponttól hátrább helyezésével értek el. A stabil repülést a kormányszervek számítógépek vezérlésével biztosították, másodpercenként 40 korrekciós mozdulatot volt képes a rendszer elvégezni. A vezérlő rendszert három redundáns digitális és analóg számítógép biztosította. Bármely hárommal képes volt repülni, amíg a többi a fellépett hibákat kereste meg. A becslések szerint ezen biztosításnak az üzemképtelenné válására csekély valószínűség mutatkozott.
A szárnyformából adódóan az aerodinamikai felhajtóerő csavaróerő-igénybevételeket generált a szárnyfelek külső élei felé. Ennek köszönhetően a gerjesztett örvényáram tovább növelte a felhajtóerőt, és ezáltal nőtt a stabilan repülhető állásszög is. Ez az aeroelasztikus divergencia azonban hamar túlterhelte a szárnyprofilokat, ami a szárnyfelek tönkremeneteléhez vezetett. Ezt a terhelést hagyományos fémszerkezettel csak nagy profilvastagság mellett lehetett volna kivitelezni, ami nagyban rontotta volna a szárnyprofil aerodinamikai képességeit, azaz hagyományos szerkezetekkel kivitelezhetetlen lett volna a program, ezért szálerősítésű kompozit anyagokat használtak fel a szárnyfelek elkészítése során.
A szárnyfelek elkészítése gondos tervezést igényelt, ezért anizotróp (a három terhelési síkban eltérő teherbírású) szénszálas anyagokkal készítették el, hogy elviselje ezt a hajlítással egyidejű csavarást okozó aeroelasztikus jelenséget. Ezzel egy igen karcsú, de hajlékony szárnyprofilt sikerült létrehozni. A felhajtóerő növekedése hatására a törővégek felfelé hajolnak. A nagyobb állásszög következtében a csavaróerő-igénybevétel is nő, azonban a belépőél lefelé hajlásával ez a jelenség csökken, mellyel természetesen a felhajtóerő is csökken. A felhajtóerő-csökkenésével a terhelés is csökken, az aeroelasztikus divergencia megszűnik. Az aeroelasztikusság jelenségeit később, 2002-től egy F/A–18 Hornetből átalakított X–53-mal is vizsgálják.

## Utóélete
Az első gép 1986-ban lett kivonva, összesen 242 fel- és leszállást hajtott végre, és a daytoni Amerikai Légierő Nemzeti Múzeumában, a Wright-Patterson légitámaszponton helyezték el. A második gépet az Armstrong Repüléskutató Központban, az Edwards légitámaszponton állították ki. Egy teljes méretű modell a fővárosban, a Nemzeti Légi- és Űrmúzeumban kapott helyet.

### Videó
- X-29 Aircraft with Forward Swept Wings military.com